# 3232 Brest
3232 Brest (1974 SL) là một tiểu hành tinh vành đai chính được phát hiện ngày 19 tháng 9 năm 1974 bởi Chernykh, L. ở Nauchnyj.